# Ủy ban Đối ngoại của Quốc hội (Việt Nam)
Ủy ban Đối ngoại của Quốc hội là cơ quan đối ngoại cũ của Quốc hội với nhiệm vụ thực thi ngoại giao với Quốc hội các nước.
Đồng thời là cơ quan nghiên cứu, quán triệt và thực hiện mục tiêu đối ngoại của Quốc hội. Và là cơ quan thẩm tra dự án, luật, nghị định, nghị quyết liên quan đến các vấn đề đối ngoại của Chính phủ và Nhà nước trước khi đệ trình lên Quốc hội.

## Chức năng và nhiệm vụ
- Thẩm tra dự án luật, dự án pháp lệnh thuộc lĩnh vực hoạt động đối ngoại của Nhà nước và các dự án khác do Quốc hội, Uỷ ban thường vụ Quốc hội giao; thẩm tra điều ước quốc tế thuộc thẩm quyền phê chuẩn của Quốc hội, báo cáo của Chính phủ về công tác đối ngoại trình Quốc hội;
- Giám sát việc thực hiện luật, nghị quyết của Quốc hội, pháp lệnh, nghị quyết của Uỷ ban thường vụ Quốc hội thuộc lĩnh vực đối ngoại; giám sát hoạt động của Chính phủ, các bộ, cơ quan ngang bộ trong việc thực hiện chính sách đối ngoại của Nhà nước, hoạt động đối ngoại của các ngành và địa phương; giám sát việc thực hiện chính sách của Nhà nước đối với người Việt Nam định cư ở nước ngoài;
- Giám sát văn bản quy phạm pháp luật của Chính phủ, Thủ tướng Chính phủ, Bộ trưởng, Thủ trưởng cơ quan ngang bộ, văn bản quy phạm pháp luật liên tịch giữa các cơ quan nhà nước có thẩm quyền ở trung ương hoặc giữa cơ quan nhà nước có thẩm quyền với cơ quan trung ương của tổ chức chính trị - xã hội thuộc lĩnh vực Uỷ ban phụ trách;
- Thực hiện quan hệ đối ngoại với Quốc hội các nước, các tổ chức liên nghị viện thế giới và khu vực theo sự chỉ đạo của Uỷ ban thường vụ Quốc hội, Chủ tịch Quốc hội; giúp Uỷ ban thường vụ Quốc hội, Chủ tịch Quốc hội điều hoà, phối hợp các hoạt động đối ngoại của Quốc hội;
- Kiến nghị các vấn đề liên quan đến tổ chức, hoạt động của các cơ quan hữu quan và các vấn đề về chính sách đối ngoại của Nhà nước, về quan hệ với Quốc hội các nước, với các tổ chức liên nghị viện thế giới và khu vực, với các tổ chức quốc tế khác, về chính sách đối với người Việt Nam định cư ở nước ngoài.

## Danh sách Ủy viên

### Khóa XV
- Chủ nhiệm:
  - Vũ Hải Hà, Ủy viên Ủy ban Thường vụ Quốc hội Việt Nam
- Phó Chủ nhiệm:[1]
  - Nguyễn Mạnh Tiến
  - Đinh Công Sỹ (đến tháng 9/2022)
  - Đôn Tuấn Phong
  - Lê Anh Tuấn
  - Lê Thu Hà

### Khóa XIV
Khóa 14 có 33 thành viên
- Chủ nhiệm:
  - Nguyễn Văn Giàu (đến 4/2021), Ủy viên Ủy ban Thường vụ Quốc hội Việt Nam [2]
  - Vũ Hải Hà (từ 4/2021), Ủy viên Ủy ban Thường vụ Quốc hội Việt Nam
- Phó Chủ nhiệm:
  - Vũ Hải Hà - Đại biểu Quốc hội tỉnh Đồng Nai (đến 4/2021)
  - Nguyễn Sỹ Cương - Đại biểu Quốc hội tỉnh Ninh Thuận
  - Nguyễn Mạnh Tiến - Đại biểu Quốc hội tỉnh Tây Ninh

### Khóa XIII
- Chủ nhiệm:
  - Trần Văn Hằng, Uỷ viên Uỷ ban Thường vụ Quốc hội, đại biểu Quốc hội tỉnh Nghệ An
- Phó Chủ nhiệm chuyên trách:
  - Ngô Đức Mạnh, đại biểu Quốc hội tỉnh Bình Thuận;
  - Hà Huy Thông, đại biểu Quốc hội tỉnh Thừa Thiên – Huế;
  - Nguyễn Mạnh Tiến, đại biểu Quốc hội tỉnh Tây Ninh;
  - Vũ Hải Hà, đại biểu Quốc hội tỉnh Đồng Nai.

## Chủ nhiệm qua các thời kỳ
| Thứ tự | Họ tên             | Thời gian   | Quốc hội khóa      |
| ------ | ------------------ | ----------- | ------------------ |
| 1      | Vũ Quang           | 1982 - 1987 | Quốc hội khóa VII  |
| 2      | Nguyễn Thị Bình    | 1987 - 1992 | Quốc hội khóa VIII |
| 3      | Hoàng Bích Sơn     | 1992 - 1997 | Quốc hội khóa IX   |
| 4      | Đỗ Văn Tài         | 1997 - 2002 | Quốc hội khóa X    |
| 5      | Vũ Mão             | 2002 - 2007 | Quốc hội khóa XI   |
| 6      | Nguyễn Văn Son     | 2007 - 2011 | Quốc hội khóa XII  |
| 7      | TS Trần Văn Hằng   | 2011 - 2016 | Quốc hội khóa XIII |
| 8      | TS Nguyễn Văn Giàu | 2016 - 2021 | Quốc hội khóa XIV  |
| 9      | ThS Vũ Hải Hà      | 2021 -      | Quốc hội khóa XV   |

## Vụ Đối ngoại
Năm 1978, Văn phòng Ủy ban Thường vụ Quốc hội thành lập Phòng Đối ngoại có hai người: ông Trần Quán, Trưởng phòng và Ông Phạm Quốc Bảo, chuyên viên. Năm 1980 sau khi có hiến pháp mới, Văn phòng UBTV đổi tên thành Văn phòng Quốc hội và Hội đồng Nhà nước, Vụ Đối ngoại được thành lập trên cơ sở phòng Đối ngoại. Năm 1981, bà Nguyễn Thị Linh Quy, ĐBQH khoá VII chuyển từ Bộ Ngoại giao về làm Quyền Vụ trưởng Vụ Đối ngoại, Thư ký UBĐN của Quốc hội. Ngày 28 tháng 6 năm 1982 ông Vũ Quang giữ chức Ủy viên Hội đồng Nhà nước, thôi giữ chức Chủ nhiệm Ủy ban Thanh niên, Thiếu niên và Nhi đồng của Quốc hội để giữ chức Chủ nhiệm Ủy ban Đối ngoại của Quốc hội.